# Nancy Drew: Treasure in the Royal Tower
Nancy Drew: Treasure in the Royal Tower es la cuarta entrega de la serie de juegos de aventuras point-and-click Nancy Drew de Her Interactive. El juego está disponible para jugar en plataformas Microsoft Windows. Los jugadores asumen la perspectiva en primera persona de la detective aficionada ficticia Nancy Drew y deben resolver el misterio interrogando a los sospechosos, resolviendo acertijos y descubriendo pistas. Hay dos niveles de juego, el modo detective junior y el modo detective senior, cada uno de los cuales ofrece un nivel de dificultad diferente de acertijos y pistas. Sin embargo, ninguno de estos cambios afecta la trama real del juego, al igual que en otras entregas. El juego se basó vagamente en un libro titulado El tesoro en la Torre Real (1995).

## Trama
Nancy Drew está atrapada por la nieve en la estación de esquí de Wickford Castle en Wisconsin. Poco después de su llegada, la biblioteca histórica del castillo fue vandalizada y uno de los huéspedes gritó que habían robado en su habitación. El castillo fue originalmente propiedad de un millonario que hizo desmontar la torre de María Antonieta del Château Rochemont en Francia y la reconstruyó como el castillo de Wickford, pero la entrada está oculta y sellada. Nancy necesita explorar el castillo en busca de pistas y encontrar el camino hacia la torre de la Reina.

## Desarrollo

### Personajes
- Nancy Drew - Nancy es una detective aficionada de 18 años de la ciudad ficticia de River Heights en Estados Unidos. Ella es el único personaje jugable en el juego, lo que significa que el jugador debe resolver el misterio desde su perspectiva.
- Dexter Egan - Dexter era un huérfano que fue adoptado por el propietario original del castillo, el millonario Ezra Wickford. Dexter creció en el castillo y ahora reside allí como cuidador.
- Jacques Brunais - Jacques es un ex esquiador olímpico francés que ahora se ha retirado como instructor de esquí en Wickford Castle. Tiene una prometida llamada Isabelle con quien está muy ansioso por casarse. Su bisabuelo ayudó a preparar la torre del castillo para su envío a Wisconsin, por lo que quizá sus vínculos con el castillo sean más profundos de lo que parece.
- Lisa Ostrum - Lisa es una fotoperiodista que está en el castillo para escribir un artículo sobre las antiguas mansiones del Medio Oeste. A ella le encanta chismorrear sobre las demás personas del castillo y parece muy interesada en la torre del castillo.
- Profesora Beatrice Hotchkiss - La profesora Hotchkiss es una mujer excéntrica que fue robada pero se niega a salir de su habitación para hablar con alguien sobre lo sucedido. Conversadora y erudita, es una estudiosa de la historia de Francia y se especializa en María Antonieta.

### Elenco
- Nancy Drew - Lani Minella
- Dexter Egan -Thomas Stewart
- Jacques Brunais - Justin Barrett
- Lisa Ostrum - Tara V. Smith
- La profesora Beatrice Hotchkiss - Keri Healey
- Ned Nickerson - Scott Carty
- Bess Marvin - Claire Gallagher
- George Fayne - Maureen Nelson[7]

## Recepción
Según PC Data, Treasure in the Royal Tower vendió 42.363 unidades en Norteamérica durante 2001, y otras 18.301 unidades en los primeros tres meses de 2002. Sus ventas en la región durante el año 2003 totalizaron 36.847 unidades. Sólo en Estados Unidos, la versión para computadora del juego vendió entre 100.000 y 300.000 unidades en agosto de 2006. Las ventas combinadas de la serie de juegos de aventuras Nancy Drew alcanzaron las 500.000 copias en América del Norte a principios de 2003, y las entregas para computadora alcanzaron 2,1 millones de ventas solo en los Estados Unidos en agosto de 2006. Al comentar este éxito, Edge calificó a Nancy Drew como una «franquicia poderosa».
Treasure in the Royal Tower recibió el premio Parents' Choice Award de oro en el otoño de 2001.